# Faro de Ínsua
El Faro de Ínsua, o Farolim de la Ínsua, es un faro portugués que está construido en el baluarte NW del Fuerte de Ínsua, localizado en una pequeña isla en la desembocadura del Río Miño, Ínsua, en la freguesia de Moledo y Cristelo, en Caminha, distrito de Viana do Castelo.
El Faro consiste en un edificio de planta baja cuadrangular, donde está asentada una columna metálica blanca, con escalera de caracol, que soporta una pequeña linterna, alimentada por energía solar.

## Historia
Establecido en 1886, el Faro estaba constituido por soportes de hierro y una pequeña casa en rojo, implantada próxima a la garita y al fuerte. Poseía una luz fija, blanca, para el servicio de los pescadores.

## Acceso
- Acceso: Por barco desde la playa de Moledo.
- Abierto al público: No.